# 長身舌珍魚
長身舌珍魚，為輻鰭魚綱水珍魚目水珍魚科的其中一種，為深海底棲性魚類，分布於西南太平洋澳洲海域，水深322-365公尺，體長可達10.2公分，棲息在底層水域，生活習性不明。

## 扩展阅读
維基物種上的相關：長身舌珍魚